# Lega saudita professionistica 2011-2012
La Saudi Professional League 2011-2012 è stata la 37ª edizione della massima competizione nazionale per squadra della Arabia Saudita. L'Al-Shabab ha vinto il titolo nazionale per la sesta volta.

## Squadre Partecipanti
| Squadra        | Allenatori         | Nazionalità                   | Città     | Stadio                                         | Capacità | Stagione 2010-2011 | Note                                     |
| -------------- | ------------------ | ----------------------------- | --------- | ---------------------------------------------- | -------- | ------------------ | ---------------------------------------- |
| Ahli Jeddah    | Karel Jarolím      | Rep. Ceca (bandiera)          | Jeddah    | Prince Abdullah Al-Faisal Stadium              | 24,000   | 6th                |                                          |
| Al Fateh       | Fathi Al Jebali    | Tunisia (bandiera)            | Al-Hasa   | Prince Abdullah bin Jalawi Stadium             | 20,000   | 9th                |                                          |
| Hajer Club     | Ednaldo Patricio   | Brasile (bandiera)            | Al-Hasa   | Prince Abdullah bin Jalawi Stadium             | 27,550   |                    | 1° In 1ª Divisione                       |
| Al-Hilal       | Ivan Hašek         | Rep. Ceca (bandiera)          | Riyadh    | King Fahd Stadium                              | 69,000   | Campione           | Qualificata in AFC Champions League 2012 |
| Ettifaq        | Sameer Hilal       | Arabia Saudita (bandiera)     | Dammam    | Prince Mohamed bin Fahd Stadium                | 30,000   | 3°                 | Qualificata in AFC Champions League 2012 |
| Ittihad Jeddah | Raúl Caneda        | Spagna (bandiera)             | Jeddah    | Prince Abdullah Al-Faisal Stadium              | 24,000   | 2°                 | Qualificata in AFC Champions League 2012 |
| Al-Nasr        | Francisco Maturana | Colombia (bandiera)           | Riyadh    | King Fahd Stadium                              | 69,000   | 5°                 |                                          |
| Al-Ansar       | Jalal Qaderi       | Tunisia (bandiera)            | Medina    | Prince Mohammed bin Abdul Aziz Stadium         | 25,000   |                    | 2° In 1ª Divisione                       |
| Al Raed        | Ammar Souayah      | Tunisia (bandiera)            | Buraydah  | King Abdullah Sport City Stadium               | 25,000   | 10°                |                                          |
| Al-Shabab      | Michel Preud'homme | Belgio (bandiera)             | Riyadh    | King Fahd Stadium                              | 69,000   | 4°                 |                                          |
| Al Qadsiyah FC | Mariano Barreto    | Portogallo (bandiera)         | Al Khubar | Prince Saud bin Jalawi Stadium                 | 20,000   | 12°                |                                          |
| Najran SC      | Gjoko Hadžievski   | Macedonia del Nord (bandiera) | Najrān    | Al Akhdoud Club Stadium                        | 10,000   | 11°                |                                          |
| Al-Faisaly     | Zlatko Dalić       | Croazia (bandiera)            | Harmah    | Prince Salman Bin Abdulaziz Sport City Stadium | 7,000    | 8°                 |                                          |
| Al Taawon      | Khalid Kamal       | Egitto (bandiera)             | Buraydah  | King Abdullah Sport City Stadium               | 25,000   | 7°                 |                                          |

## Classifica
|                           | Pos. | Squadra     | Pt | G  | V  | N | P  | GF | GS | DR  |
| ------------------------- | ---- | ----------- | -- | -- | -- | - | -- | -- | -- | --- |
| Arabia Saudita (bandiera) | 1.   | Al-Shabab   | 64 | 26 | 19 | 7 | 0  | 50 | 16 | +34 |
|                           | 2.   | Al-Ahli     | 62 | 26 | 19 | 5 | 2  | 60 | 22 | +38 |
|                           | 3.   | Al-Hilal    | 60 | 26 | 18 | 6 | 2  | 58 | 22 | +36 |
|                           | 4.   | Al-Ettifaq  | 47 | 26 | 13 | 8 | 5  | 41 | 26 | +15 |
|                           | 5.   | Al-Ittihad  | 37 | 26 | 10 | 7 | 9  | 49 | 35 | +14 |
|                           | 6.   | Al-Fateh    | 37 | 26 | 10 | 7 | 9  | 37 | 41 | -4  |
|                           | 7.   | Al-Nassr    | 35 | 26 | 10 | 5 | 11 | 39 | 37 | +2  |
|                           | 8.   | Al-Faisaly  | 30 | 26 | 7  | 9 | 10 | 36 | 41 | -5  |
|                           | 9.   | Najran      | 30 | 26 | 7  | 9 | 10 | 34 | 39 | -15 |
|                           | 10.  | Al-Ra'ed    | 28 | 26 | 8  | 4 | 14 | 28 | 39 | -11 |
|                           | 11.  | Hajer       | 25 | 26 | 6  | 7 | 13 | 23 | 45 | -22 |
|                           | 12.  | Al-Taawoun  | 19 | 26 | 4  | 7 | 15 | 28 | 52 | -24 |
|                           | 13.  | Al-Qadisiya | 18 | 26 | 4  | 6 | 16 | 34 | 52 | -18 |
|                           | 14.  | Al-Ansar    | 10 | 26 | 3  | 1 | 22 | 19 | 60 | -41 |

Legenda:

      Campione dell'Arabia Saudita 2011-2012, ammessa alla AFC Champions League 2013

      Ammesse alla AFC Champions League 2013

      Retrocessa in Saudi Second Division 2012-2013

Tre punti a vittoria, uno a pareggio, zero a sconfitta.

## Statistiche Individuali

### Marcatori
| Posizione | Giocatore           | Squadra               | Goal |
| --------- | ------------------- | --------------------- | ---- |
| 1         | Victor Simões       | Al-Ahli               | 21   |
| 1         | Nasser Al-Shamrani  | Al-Shabab             | 21   |
| 2         | Amad Al Hosni       | Al-Ahli               | 15   |
| 2         | Mohammad Al-Sahlawi | Al Nassr              | 15   |
| 3         | Hadj Bouguèche      | Al-Qadisiyah/Al Nassr | 12   |
| 3         | Youssef El-Arabi    | Al-Hilal              | 12   |
| 3         | Bader Al-Kharashi   | Al-Faisaly            | 12   |
| 4         | Doris Fuakumputu    | Al-Fateh              | 10   |
| 4         | Yousef Al-Salem     | Ettifaq               | 10   |
| 5         | Sebastián Tagliabúe | Ettifaq               | 9    |
| 5         | Wendel Geraldo      | Al-Shabab             | 9    |
| 5         | Hamdan Al-Hamdan    | Al-Fateh              | 9    |
| 5         | Taisir Al-Jassim    | Al-Ahli               | 9    |

### Classifica Assist
| Posizione | Giocatore            | Squadra    | Assist |
| --------- | -------------------- | ---------- | ------ |
| 1         | Marcelo Camacho      | Al-Ahli    | 10     |
| 2         | Nasser Al-Shamrani   | Al-Shabab  | 7      |
| 2         | Hamed Al-Hamed       | Al-Ettifaq | 7      |
| 3         | Mohammad Al-Shalhoub | Al-Hilal   | 6      |
| 3         | Paulo Jorge          | Al-Ittihad | 6      |
| 3         | Yahya Al-Shehri      | Al-Ettifaq | 6      |
| 3         | Hussein Sulaimani    | Al-Nasr    | 6      |
| 3         | Rabeaa Sefiani       | Al-Fateh   | 6      |
| 4         | Awadh Faraj          | Najran     | 5      |
| 4         | Amad Al Hosni        | Al-Ahli    | 5      |
| 4         | Mishaal Al-Saeed     | Al-Ittihad | 5      |
| 4         | Wendel Geraldo       | Al-Shabab  | 5      |
| 4         | Ahmad Al-Harbi       | Al-Taawon  | 5      |
| 4         | Waleed Al-Gizani     | Al-Raed    | 5      |